# Vilniaus prekyba
VP Grupė – litewski koncern posiadający sieć supermarketów na Litwie, Łotwie i w Estonii. Działa od 1992.

## Struktura VP Grupė
Handel detaliczny produktami spożywczo-przemysłowymi:
- MAXIMA LT, UAB - operator sieci sklepów MAXIMA X, MAXIMA XX, MAXIMA XXX, BAZĖ i SAULUTĖ na Litwie
- MAXIMA LATVIA, SIA - operator sieci sklepów MAXIMA X, MAXIMA XX, MAXIMA XXX i SAULĪTE na Łotwie
- MAXIMA EESTI, OÜ - operator sieci sklepów T-MARKET i MAXIMA w Estonii
- VP MARKET NDX S.R.L - operator sieci sklepów ALBINUTA w Rumunii
- VP MARKET Bulgaria EOOD - operator sieci sklepów T-MARKET w Bułgarii
- UAB Eurofarmacijos Vaistinės – sieć aptek na Litwie, w Łotwie, Estonii, Polsce, Czechach i Rumunii
- UAB Delano – sieć barów szybkiej obsługi ,restauracji i pizzerii na Litwie i w Łotwie
- AB Vilniaus Akropolis – centrum handlowo-rozrywkowe
- Aldik Nova , Sano - sieci supermarketów w Polsce

'Inne usługi:
- UAB VP Sauga - agencja ochrony
- UADBB VP Draudimas - firma ubezpieczeniowa
- UAB Eurocom - usługi telekomunikacyjne
- AB Rudalita - usługi parkingowe
- FMĮ UAB Naugvilda - przedsiębiorstwo finansowe